# Colinas del Viento
Las Colinas del Viento (Weather Hills, en el original inglés) son una cadena de colinas ficticia del universo imaginario del escritor británico J. R. R. Tolkien y uno de los escenarios de su novela El Señor de los Anillos. Estaban ubicadas en la región de Eriador, al norte del Gran Camino del Este y al sur de las Quebradas del Norte. Se desplegaban en dirección norte-sur y su colina principal y la más sureña era Amon Sûl, o Cima de los Vientos.
En el primer milenio de la Tercera Edad del Sol eran la frontera Este de los Reinos de Arthedain y Rhudaur, por lo que estaban fortificadas por el primero de los reinos Dúnedain, ya que estaban en permanente disputa por parte de ambos. A pesar de que antes de las guerras contra Angmar una gran población vivía en sus faldas; producto de la guerra y de sucesivos crudos inviernos a finales de la Tercera Edad las colinas estaban totalmente desocupadas y las fortificaciones en ruinas. 
Por allí pasaron Aragorn, Frodo y los otros hobbits en su viaje hacia Rivendel y en su colina principal fueron atacados por los Nazgûl.